# Ernestine de Lambriquet
Ernestine de Lambriquet (Versalhes, 31 de julho de 1778 – Paris, 30 de dezembro de 1813) foi uma filha ilegítima/adotiva do rei Luís XVI da França e sua esposa Maria Antonieta e dama de companhia da filha dos reis, a princesa Maria Teresa Carlota, conhecida como "Madame Real".

## Biografia

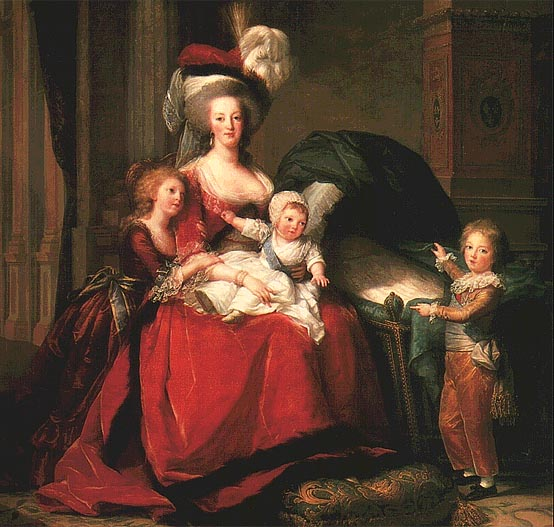
Rainha Maria Antonieta com seus filhos (pintura de
Élisabeth Vigée-Lebrun, 1784

Ernestine de Lambriquet nasceu no Palácio de Versalhes a 31 de julho de 1778, sendo filha de uma criada. De acordo com Susan Nagel, Ernestine era filha ilegítima do rei Luís XVI da França. Após a morte de sua mãe, a 30 de abril de 1788, Ernestine foi adotada pelo rei Luís XVI e sua esposa Maria Antonieta e recebeu uma pensão de 20.000 libras anuais do rei.
Ernestine de Lambriquet foi apontada como dama de companhia da filha dos reis, a princesa Maria Teresa Carlota, conhecida como "Madame Real". Madame Real exigiu que Ernestine recebesse a mesma proteção e afeição da rainha. Seguindo os desejos de Maria Antonieta, ambas as crianças foram criadas sem distinção entre elas; compartilharam a mesma educação dos mesmos professores. Elas se tornaram muito unidas e a princesa amava sua protégée ("protegida") com desinteressada afeição […]; e Ernestine retribuía a proteção real com reverência e gratidão.
Durante a Revolução Francesa, ela acompanhou a família real de Versalhes ao Palácio das Tulherias em Paris. Durante a Fuga de Varennes, ela foi enviada para o seu pai biológico, mas foi devolvida depois que a família real foi trazida de volta a Paris.
Quando da invasão do Palácio das Tulherias, Ernestine foi ameaçada de morte pelos invasores mas foi poupada. Nesse ínterim, a família real refugiou-se na assembleia nacional. Maria Antonieta ordenou a sub-governanta real Renée Suzanne de Soucy para levar Ernestine para fora de Paris em segurança. Passando a Praça do Carrossel à frente do Palácio das Tulherias, De Soucy deixou Lambriquet para buscar o cocheiro da carruagem; quando ela estava ausente, um rebelde confundiu Lambriquet com Maria Teresa Carlota e jogou o cadáver de um membro da Guarda Suíça em frente aos seus pés, mas um empresário a defendeu, acreditando que era a princesa.
A monarquia francesa foi abolida a 21 de setembro de 1792, o rei e a rainha foram executados, o delfim morreu na prisão e Maria Teresa permaneceu em cárcere até 1795, quando, após uma troca de prisioneiros políticos, foi recebida na corte de seu primo Francisco II, Sacro-imperador Romano-Germânico.
Pouco se sabe da vida de Ernestine após a revolução. Consta que houve planos para trazê-la junto de Maria Teresa para a corte de Francisco II e que viveu segura durante a Era Napoleônica. De acordo com registros franceses, Ernestine de Lambriquet casou-se com um viúvo de nome Jean-Charles-Germain Prempain em Paris a 7 de dezembro de 1810 e morreu em Passy, um subúrbio parisiense, a 30 de dezembro de 1813, sem descendência.

## A Condessa das Trevas
Uma teoria conspiratória conhecida como "Condessa das Trevas", clamava que Maria Teresa, após ser sido estuprada na prisão, havia sido substituída por Ernestine de Lambriquet, vivendo o resto de sua vida em anonimato na Alemanha e sempre com o seu rosto coberto por um véu escuro.
Em outubro de 2013, o túmulo da condessa em Hildburghausen, Turíngia, Alemanha, foi exumado para obter DNA para testes, para determinar se ela era Maria Teresa. O teste de DNA revelou que a Condessa das Trevas não era Maria Teresa, mas sim outra mulher cuja identidade permanece um mistério. A 28 de julho de 2014, o 'Interessenkreis Dunkelgräfin' transmitiu os resultados que provaram sem sombra de dúvida que o Dunkelgräfin não era Maria Teresa, na televisão.